# Camnascires III
Camnascires III (em sua cunhagem registrado no genitivo, Kamnisirou, ΚΑΜΝΙΣΙΡΟΥ) ou Camasquiri III (Kammaškiri) foi um rei camnascírida de Elimaida de 82/1 a 75 a.C. Elimaida estava desde 124 a.C. sob controle parta completo. No entanto, em 81/80 a.C., moedas do rei Camnascires III e sua esposa Anzaze aparecem, o que indica que o reino havia sido restaurado. De acordo com fontes babilônicas, o monarca parta em exercício Orodes I (r. 80–75 a.C.) lançou uma expedição a Elimaida em 78 a.C., onde derrotou Camnascires III. Camnascires III não foi deposto, no entanto, e continuou governando o reino como vassalo. Seu sucessor é desconhecido, no entanto, sabe-se que Camnascires IV governou Elimaida em 62/1 a.C..